# Litoria everetti
Espèce
Synonymes
- Hyla everetti Boulenger, 1897

Statut de conservation UICN

 DD  : Données insuffisantes
Litoria everetti est une espèce d'amphibiens de la famille des Pelodryadidae.

## Répartition
Cette espèce se rencontre à Sumba, Savu, Timor occidental et Alor dans les petites îles de la Sonde en Indonésie et au Timor oriental du niveau de la mer jusqu'à 1 500 m d'altitude.

## Description

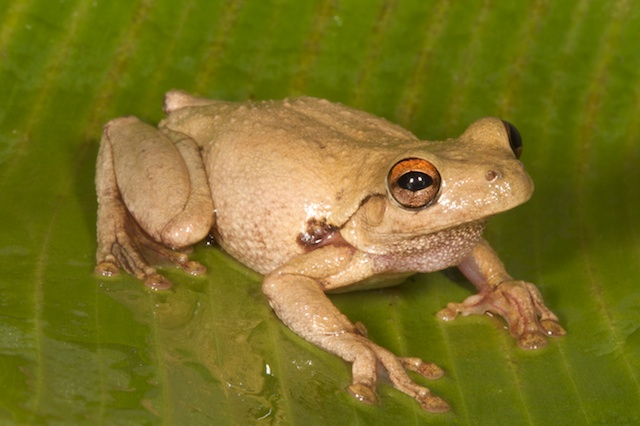
Litoria everetti

L'holotype mesure 48 mm.

## Étymologie
Cette espèce est nommée en l'honneur d'Alfred Hart Everett qui a collecté le premier spécimen.

## Publication originale
- Boulenger, 1897 : A List of the Reptiles and batrachians collected by Mr. Alfred Everett in Lombok, Flores, Sumba, and Savu, with Descriptions of new Species. Annals and Magazine of Natural History, sér. 6, vol. 19, p. 503-509 (texte intégral).